# Antonne-et-Trigonant
Antonne-et-Trigonant (okzitanisch: Antona e Trigonant) ist eine französische Gemeinde mit 1.221 Einwohnern (Stand: 1. Januar 2022) im Norden des Départements Dordogne in der Region Nouvelle-Aquitaine (vor 2016: Aquitanien). Die Gemeinde gehört zum Arrondissement Périgueux und zum Kanton Trélissac. Die Bewohner werden Antonnais und Antonnaises genannt.

## Geographie
Antonne-et-Trigonant liegt etwa zehn Kilometer ostnordöstlich von Périgueux an der Isle, die die Gemeinde im Süden und Südosten begrenzt. Umgeben wird Antonne-et-Trigonant von den Nachbargemeinden Sorges im Norden, Sarliac-sur-l’Isle im Osten und Nordosten, Escoire im Osten und Südosten, Bassillac im Süden, Trélissac im Westen und Südwesten sowie Cornille im Nordwesten.

## Bevölkerungsentwicklung
| 1962                       | 1968 | 1975 | 1982 | 1990 | 1999 | 2006 | 2018 |
| -------------------------- | ---- | ---- | ---- | ---- | ---- | ---- | ---- |
| 750                        | 862  | 917  | 961  | 1050 | 1079 | 1186 | 1293 |
| Quellen: Cassini und INSEE |      |      |      |      |      |      |      |

## Sehenswürdigkeiten
- Kirche Saint-Martin
- Schloss Trigonant aus dem 15./16. Jahrhundert, seit 1948 als Monument historique eingeschrieben
- Schloss Les Bories aus dem 15./16. Jahrhundert, seit 1974 als Monument historique klassifiziert
- Schloss Lanmary aus dem 15. Jahrhundert, Umbauten aus dem 18. Jahrhundert

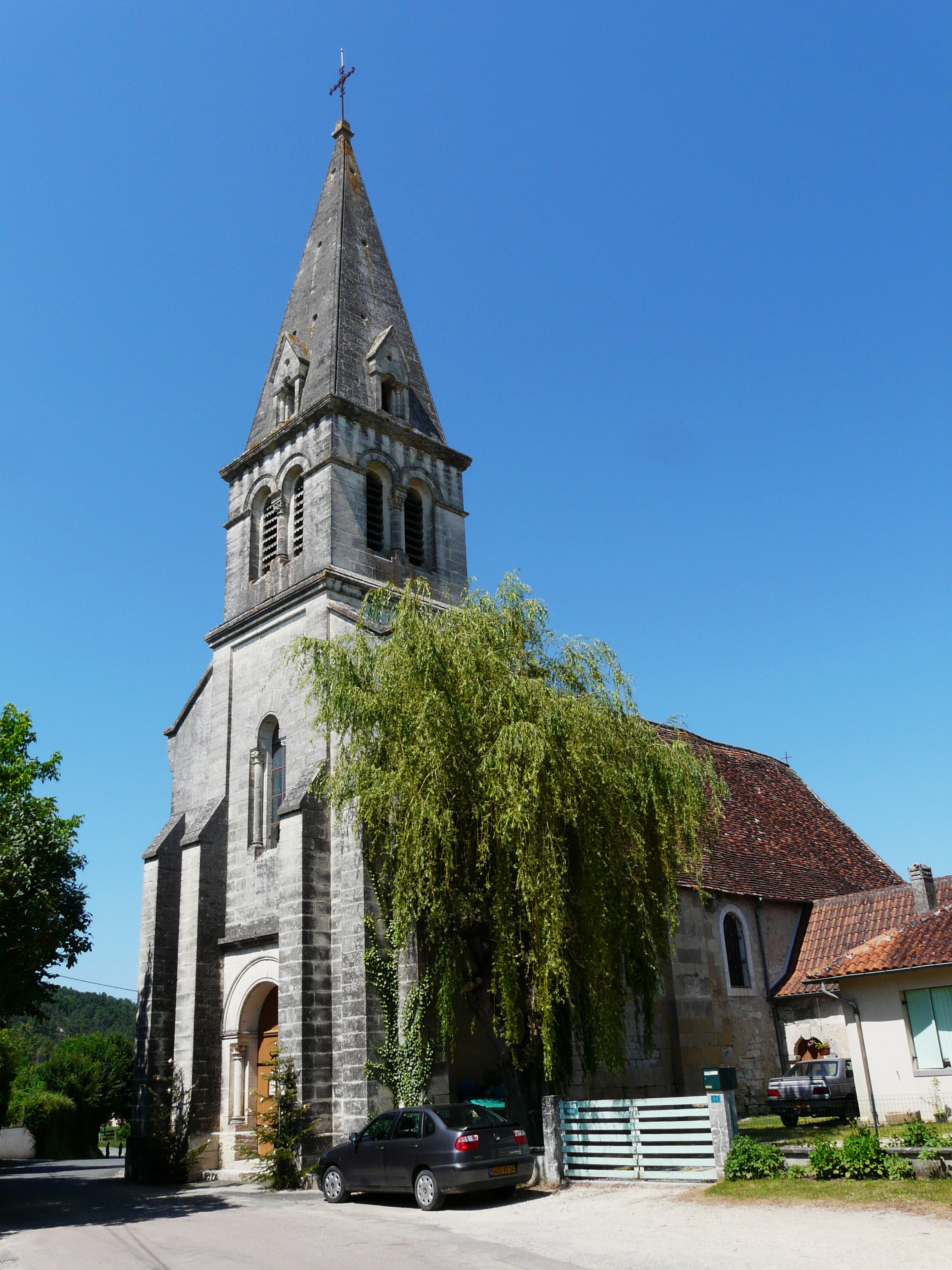
Kirche Saint-Martin
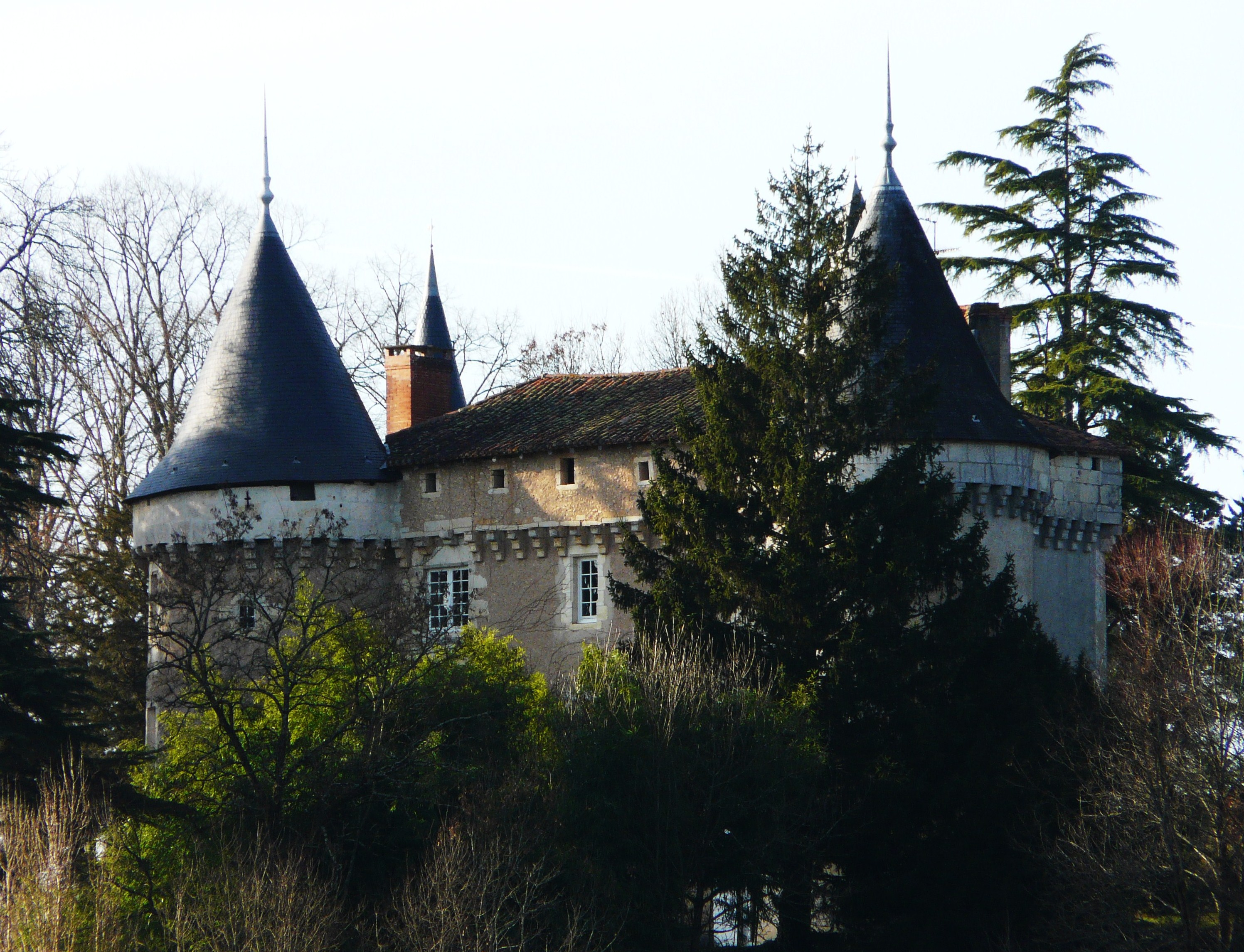
Schloss Trigonant
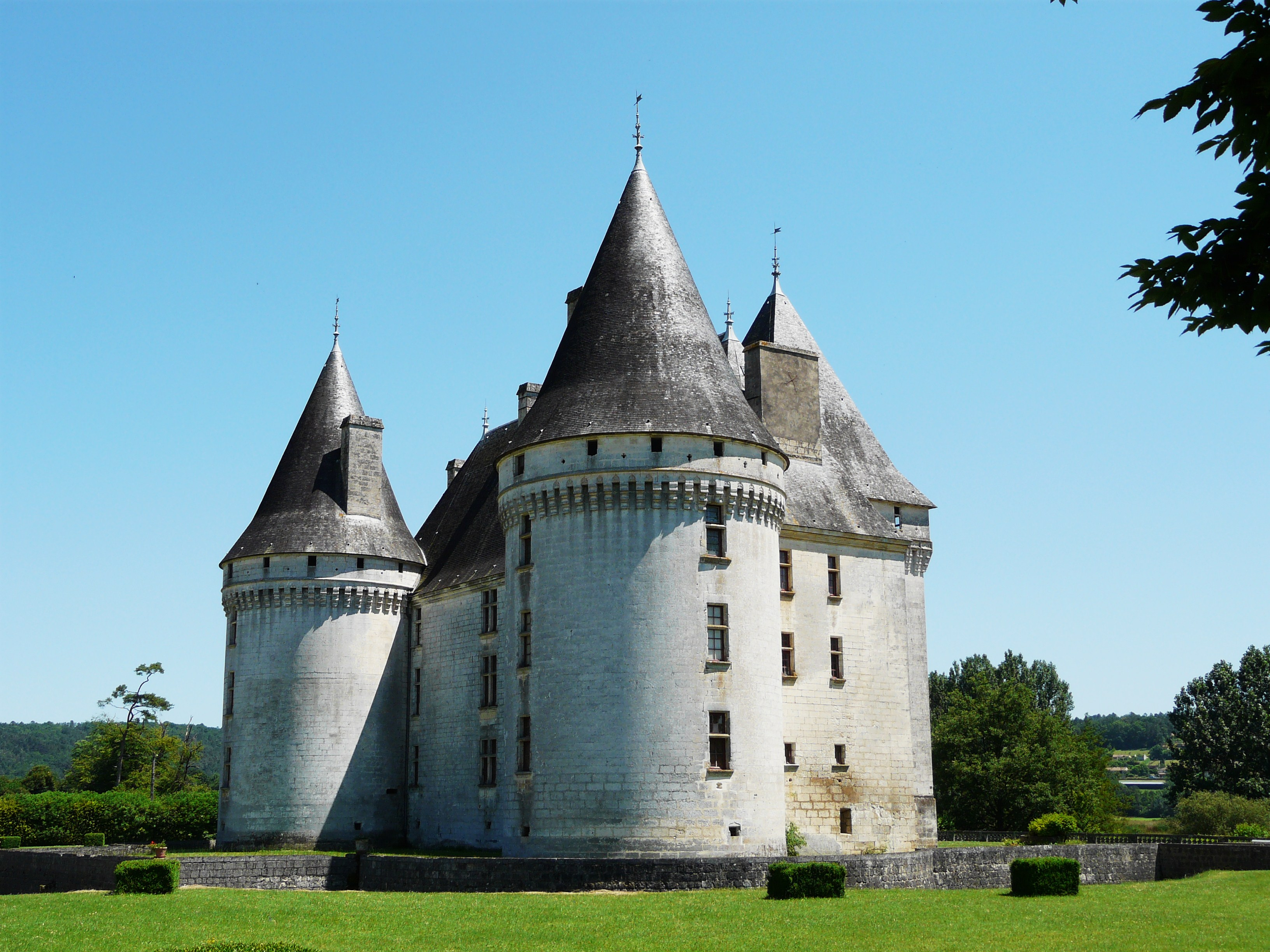
Schloss Les Bories
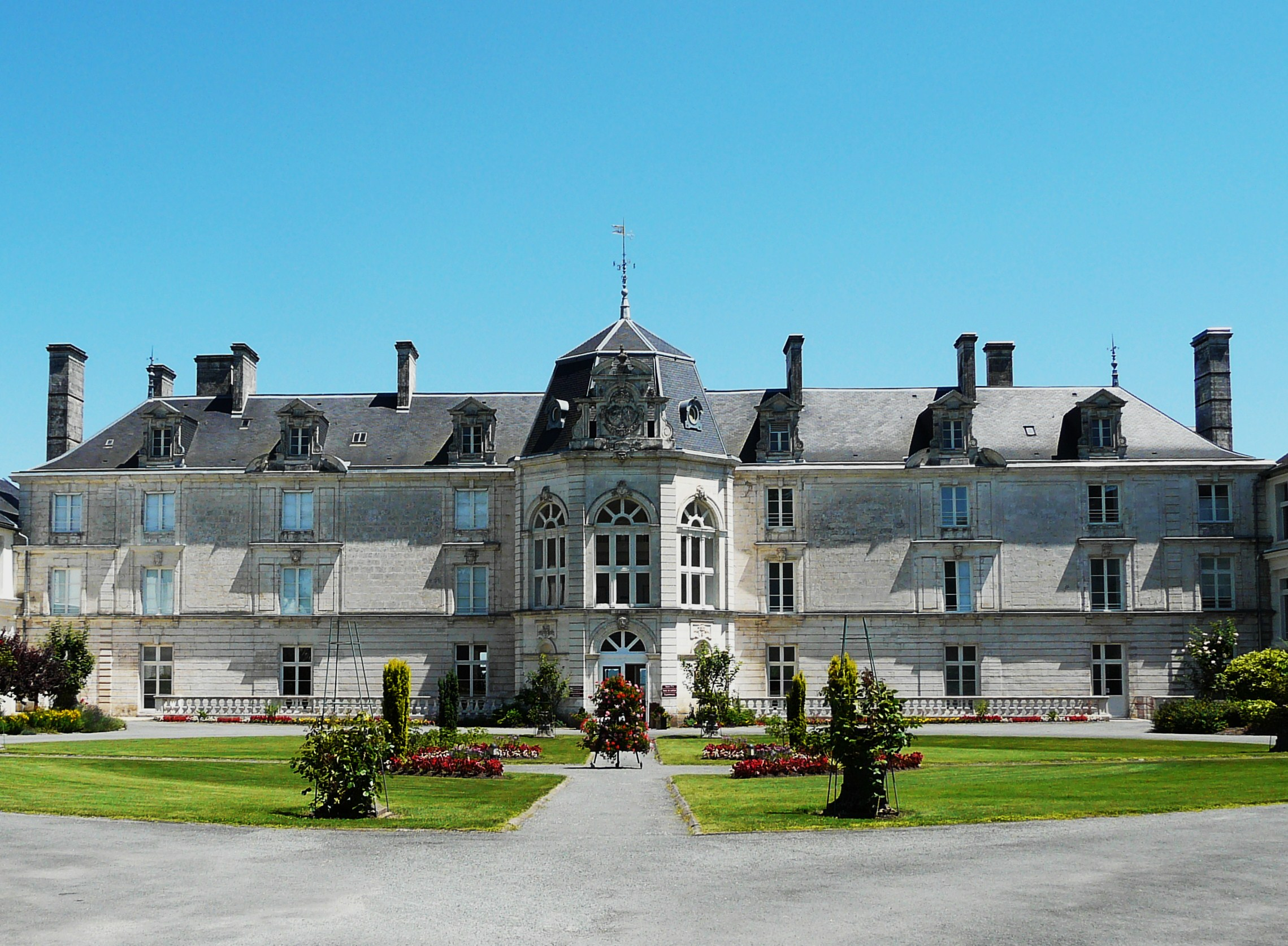
Schloss Lanmary